# سرگی کولسنیوف (بازیگر)
سرگی کولسنیوف (به انگلیسی: Sergei Kolesnikov) (زاده ۴ ژانویهٔ ۱۹۵۵) بازیگر روس است.
از فیلم‌های معروف او می‌توان به بازی در دریای سیاه اشاره کرد.